# ロバート・フォーチュン

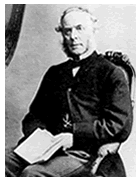
ロバート・フォーチュン

ロバート・フォーチュン（Robert Fortune、1812年9月16日 - 1880年4月13日）はスコットランド出身の植物学者、プラントハンター、商人。中国からインドへチャノキを持ち出したことで有名。

## 略歴
スコットランド、ベリックシャーの小村エドロム生まれ。エディンバラ植物園の庭師となり、次いでロンドン園芸協会付属植物園の温室係となった。
アヘン戦争の講和条約である1842年の南京条約により香港がイギリスに割譲され、また5港が開港されると中国産植物に関心を持っていた園芸協会によってフォーチュンがプラントハンターとして派遣されることとなった。フォーチュンは1843年7月6日に香港に到着。緑茶と紅茶は製法が違うだけで同じチャノキから作られることを発見し、それぞれが別種とされていた定説を覆した。外国人は開港地周辺以外への立ち入りは制限されていたため植木屋や中国人が花木を植えていた墓地で植物を収集したが、中国人に扮して蘇州まで行ってもいる。また、マニラも訪れ、蘭の一種Phalaenopsis amabilisを入手した。1846年5月、フォーチュンはレンギョウ属、タニウツギ属、スイカズラ属、シモツケ属、カリガネソウ属、ガマズミ属など、250種の植物とともにイギリスに戻った。フォーチュンはウォードの箱を最初に本格的に用いた人物であり、この時の輸送にウォードの箱が用いられている。
1846年、フォーチュンは東インド会社の社員として茶のインドへの導入のため中国へ派遣された。フォーチュンは中国内陸部を旅して茶の他、Clematis lanuginosaなどを入手した。茶の苗や種子はウォードの箱を用いて運ばれて輸送に成功し、インドでの茶生産の増大をもたらした。フォーチュンはカルカッタで茶の栽培や茶製造の指導を行った後、イギリスに戻った。
フォーチュンは再び東インド会社によって中国に派遣されることとなり、1852年12月に中国へ向かった。当時太平天国の乱の最中であったが、シャクナゲの交配上重要な種となるRhododendron fortuneiを発見した。
1858年、フォーチュンはアメリカ政府のチャノキ採集依頼によって中国を訪れた。中国滞在中に日本の開港を聞くと、フォーチュンは日本行きを決めた。
フォーチュンはまず長崎を訪れ、住人が花好きであるとの印象を抱いている。また、来日していたシーボルトの元も訪ねている。1860年10月13日に横浜に着き、豊顕寺で見たコウヤマキに感動した。フォーチュンの目的の一つに針葉樹の種子の入手があり、すばらしいアスナロがあるという寺を訪れた際は雇っていた案内人とともに木に登って種子を手に入れた。植木村ではその大規模さや、サボテン、アロエ、フクシアなどがすでに導入されていることに驚いている。また、菊やアオキも入手した。アオキはフォーチュンの来日の目的の一つであった。アオキは雌雄異株だが当時ヨーロッパには雌株しかなく結実しなかった。フォーチュンによって雄株が導入されたことでヨーロッパでもアオキは赤い実をつけるようになった。入手した植物をイギリスへ送るため上海へ行った後、1861年4月にフォーチュンは再度日本を訪れた。フォーチュンは植物の他、昆虫も大量に採集した。1861年7月には鎌倉などへの観光に出かけた。この時、ヤマユリの群生を見つけ、自分で掘り起こしている。
ロンドンで歿。

## 日本について
「日本人の国民性の著しい特色は、庶民でも生来の花好きであることだ。花を愛する国民性が、人間の文化的レベルの高さを証明する物であるとすれば、日本の庶民は我が国の庶民と比べると、ずっと勝っているとみえる」という言葉を著書『幕末日本探訪記―江戸と北京』に残している。

## その他
- フォーチュンが発見した日本及び中国産の植物には、彼にちなんで献名されたものが多くある。
  - キンカン属の学名Fortunellaは、彼に献名された。
  - シュロの学名Trachycarpus fortuneiは、彼に献名された。
  - バラの品種、Fortune's Double Yellowは、彼の名前が冠されて命名された。
  - ツルマサキの学名Euonymus fortuneiは、彼に献名された。

## 関連資料
- ロバート・フォーチュン『幕末日本探訪記―江戸と北京』、三宅馨訳、講談社学術文庫、2007年 ISBN 4061593080
- サラ・ローズ『紅茶スパイ：英国人プラントハンター中国をゆく』、築地誠子訳、原書房、2011年 ISBN 4562047577
  - 原題："For All the Tea in China: How England Stole the World's Favorite Drink and Changed History", Penguin（Non-Classics）（2011/2/22） ISBN 0143118749